# Ferrussac
Ferrussac é uma comuna francesa na região administrativa de Auvérnia-Ródano-Alpes, no departamento de Alto Loire. Estende-se por uma área de 16,71 km². Em 2010 a comuna tinha 84 habitantes (densidade: 5 hab./km²).